# Тимонино (Комьянское муниципальное образование)
Тимонино — деревня в Грязовецком районе Вологодской области.
Входит в состав Комьянского муниципального образования, с точки зрения административно-территориального деления — в Комьянский сельсовет.
Расстояние по автодороге до районного центра Грязовца — 20,5 км, до центра муниципального образования Хорошево — 6,5 км. Ближайшие населённые пункты — Чахлово, Брагино, Семенково.
По переписи 2002 года население — 3 человека.